# Flanders no Inu
Flanders no Inu (フランダースの犬, Furandāsu no Inu; traduzido como "O Cachorro de Flandres" ou também "O Fiel Patrasche") é uma série de anime japonesa baseada no romance A Dog of Flanders de Ouida, produzida pela Nippon Animation como parte da World Masterpiece Theater entre o ano de 1975.
Esta série de anime não foi exibida nos países lusófonos.

## Produção

### Concepção
Os animadores realizaram uma extensa pesquisa sobre os Flandres do século XIX. As construções representadas na série foram modeladas a partir do museu ao ar livre de Bokrijk.  Embora tenha havido algumas alterações em relação a história original de Maria Louise Ramé, mas tem sido fiel em manter o enredo preciso.

### Estúdio da animação
Foi produzido pelo estúdio de animação japonês Nippon Animation entre 5 de janeiro de 1975 até 28 de dezembro de 1975.

### Transmissão
Flanders no Inu estreou na Fuji Television em 1975. Também foi repetido diariamente pela manhã em 2012.

## Enredo
O pequeno Nello é um menino de família pobre mas alegre. Seus pais haviam morrido e por essa razão agora trabalha vendendo leite com seu avô.  Seu avô não se preocupa com a saúde e por isso ele só se preocupa com o trabalho, mas Nello tenta fazer seu avô descançar.  Um dia sua melhor amiga, a doce Alois pede à Nello que traga alguns doces de morango do mercado do vilarejo e é assim que Nello se encontra com o o desafortunado cão Patrasche, vítima de abuso de seu dono cruel e Nello fica com dó do cachorro e o leva com ele; assim começa uma grande amizade entre ele e o cão.  No entanto, Patrasche fica muito agradecido à Nello pela sua compaixão e se assegura para ajudá-lo no trabalho tirando o carrinho de leite.  Os problemas vem mais tarde quando o dinheiro começa a fazer falta; Nello tem que pensar no futuro e em como cuidar de seu avô.  Assim ele descobre seu grande talento pela arte e pela pintura; sonha em ser pintor, mas, infelizmente, muitos não vão concordar que este é um futuro. O Natal está chegando e Nello participa de um concurso de desenho com a expectativa de ganhar, mas não consegue. Além de seu avô morrer e o culparem por causar o incêndio (o que é mentira). Sem um lugar para ir e Nello e Patrasche decidem ver o quadro de Rubens, mas não o deixam entrar, porque ele não tem como pagar. Na manhã seguinte, todos encontram Nello e Patrasche mortos pelo frio ao lado da pintura de Rubens.

## Episódios
- Lista dos episódios traduzidos para o português da versão original.[carece de fontes?]
- 1. O Garoto Nello
- 2. Na floresta com Alois
- 3. Na Cidade de Antuérpia
- 4. Os novos amigos de Nello
- 5. Patrasche
- 6. Não desista, Patrasche!
- 7. Patrasche se recupera
- 8. Avô, Patrasche latiu
- 9. Memórias de um sino
- 10. O broche de Alois
- 11. O campo de tulipas da Elina
- 12. O cofrinho do Vovô
- 13. Um moinho no tempo de Napoleão
- 14. Um sonho no céu
- 15. O velho livro de contos
- 16. Um caderno de dez centavos
- 17. Em uma colina debaixo de uma árvore
- 18. Kuro o brincalhão
- 19. Um ferreiro chega à cidade
- 20. Amigos para sempre
- 21. A tia de Alois
- 22. Chegam os presentes da Inglaterra
- 23. O Aniversário de Alois
- 24. O retrato de Alois
- 25. Alois desaparece
- 26. Adeus Alois
- 27. Um presente para Nello
- 28. Uma dama muito simpática
- 29. Os dois quadros
- 30. Citações na neve
- 31. A decisão de Nello
- 32. Um carvalho gigante
- 33. Quando se escreve
- 34. A Sra. Nulette
- 35. Bem-vinda ao lar
- 36. Uma boa notícia
- 37. Boas noticias
- 38. As duas bandeiras
- 39. O sonho de Nello
- 40. O trabalho
- 41. Um longo caminho
- 42. O novo vizinho
- 43. O Cão de Flandes
- 44. Um presente
- 45. Nello é deixado sozinho
- 46. O retrato do avô
- 47. Um incêndio no moinho
- 48. Solitário novamente
- 49. Eu terminei
- 50. Os resultados
- 51. Dois mil francos
- 52. Procurando Nello

## Músicas do anime
Tema de abertura:
- "Yoake no Michi" por Kumiko Ōsugi.

Tema de encerramento:
- "Dokomademo Arukou ne" por Kumiko Ōsugi.

## Equipe
Diretor: Yoshio Kuroda
Roteiro:
- Akira Matsushima
- Michio Satô
- Shun'ichi Yukimuro
- Takayuki Kase
- Toyohiro Andô
- Yoshiaki Yoshida
- Yukiko Takayama

Encenação:
- Hajime Shibata
- Hideo Nishimaki
- Isao Takahata
- Kazuyoshi Yokota
- Minoru Onotani
- Seiji Okuda
- Shûji Yamazaki
- Wataru Mizusawa
- Yoshio Kuroda

Música: Takeo Watanabe
Criadora original: Ouida
Design de personagens: Yasuji Mori
Diretor de arte: Kazue Itô
Diretores de animação:
- Shun'ichi Sakai
- Toshiyasu Okada
- Yasuji Mori
- Yoshiyuki Hane

Diretores de fotografia: Keishichi Kuroki
Produtor executivo: Kôichi Motohashi
Produtores:
- Junzô Nakajima
- Shigeto Takahashi
- Takaji Matsudo

Animação:
- Akemi ôta
- Hayao Miyazaki
- Johji Manabe
- Kazuo Iimura
- Masako Sugawara
- Michiyo Sakurai
- Noboru Takano
- Noriseki Yonekawa
- Takahashi Nobuya
- Tsukasa Tannai

Diretores Assistente: Kazuyoshi Yokota, Masahiro Sasaki
Diretor de Áudio: Yasuo Uragami
Diretores de Fundo:
- Kôichi Kudô
- Norio Kubota
- Shôhei Kawamoto
- Takamura Mukuo

Layout: Shun'ichi Sakai

## Dublagem original
- Michie Kita como Nello
- Reiko Katsura como Alois
- Tamio Ohki como Cozets
- Haru Endô como Nurrett
- Hiroo Oikawa como Jehan
- Ichirô Nagai como Noel
- Iemasa Kayumi como Hendrick Ray
- Kuriko Komamura como George
- Masako Sugaya como Paul
- Masashi Amenomori como Michel
- Reiko Takefuji como Narrador
- Sumiko Shirakawa como Andre
- Taeko Nakanishi como Elina
- Yasuo Muramatsu como Hans